# George Washington Tryon
Pour les articles homonymes, voir Tryon.
George Washington Tryon est un conchyliologiste britannique, né le 20 mai 1838 à Philadelphie et mort le 5 février 1888.

## Biographie
Il est le fils d’Edward K. Tryon et d’Adeline née Savidt. Il dirige une fabrique d’arme et d’équipement pour la chasse. Il est membre de l’Academy of Natural Sciences of Philadelphia en 1859 et contribue en grande partie à la construction de nouveaux bâtiments pour l’institution. Il y organise une section consacrée à la conchyliologie en 1866. Il offre à l’Académie sa collection personnelles riche de 10 000 espèces. Il assure le poste de conservateur de 1869 à sa mort.
Tryon est l’auteur de plus de 70 publications sur les mollusques et dirige la publication American Journal of Conchology de 1865 à 1872. Il fait paraître Manual of Conchology, Structural and Systematic, with Illustrations of the Species (première édition en un volume en 1879, réédité et enrichi en trois volumes par Henry Augustus Pilsbry (1862-1957) en 1888).
Tryon fait également paraître un opéra comique, Amy Cassonet or the Elopement, en 1875. Il voyage en Europe en 1874 et en 1877.

### Liste partielle des publications
- 1861 : List of American writers on recent conchology. With the titles of their memoirs and dates of publication (Baillière, New York).

### Biographie
- William Samuel Waithman Ruschenberger (1888) A biographical notice of George W. Tryon, Jr., conservator of the Conchological Section of the Academy of Natural Sciences of Philadelphia[1], Proceedings of the Academy of Natural Sciences of Philadelphia, 28 : 1-22.   (ISSN 0097-3157)